# Boryszyn
Boryszyn is een plaats in het Poolse district Świebodziński, woiwodschap Lubusz.
De plaats maakt deel uit van de gemeente Lubrza en telt 210 inwoners.